# Stazione di Biassono-Lesmo Parco
Stazione di Biassono-Lesmo Parco vasútállomás Olaszországban, Lombardia régióban, Biassono településen.

## Vasútvonalak
Az állomást az alábbi vasútvonalak érintik:
- Monza–Molteno–Lecco-vasútvonal

## Kapcsolódó állomások
A vasútállomáshoz az alábbi állomások vannak a legközelebb:
- Stazione di Buttafava
- Stazione di Macherio-Canonica